# Яметова, Вероника Владиславовна
Вероника Владиславовна Яметова (род. 30 июня 2007) — российская фигуристка, выступающая в одиночном катании. Победительница финала Кубка России (2022). Мастер спорта России (2023).

## Биография
Фигуристка Вероника Яметова родилась 30 июня 2007 года в Свердловской области и живет в селе Кашино Сысертского городского округа. В возрасте двух лет родители подарили Веронике коньки. В 5 лет начала тренироваться в школе фигурного катания «Айсберг», первыми тренерами Вероники были Вероника Тарасова, Анастасия Швец и Ирина Кодушкевич. С 7 лет занимается в группе у Елены Левковец и Владимира Гнилозубова, в школе «Локомотив».
Является семикратной чемпионкой Свердловской области, шестикратным обладателем звания лучший спортсмен года в Свердловской области. Первые серьезные победы одержала в сезоне 2020/2021, став лучшей одиночницей юниорского первенства Свердловской области и зонального первенства Уральского и Поволжского федеральных округов. В сезоне 2021/22 Вероника повторила оба эти достижения, а также заняла 3-е место на III этапе Кубка России, 2-е место — на II этапе Кубка России, а затем выиграла финал Кубка России, выдав чистые прокаты короткой и произвольной программы. В произвольной она справилась со всеми прыжками, а непрыжковые элементы были оценены на 4-й уровень.
В сезоне 2022/23 приняла участие в двух этапах Гран-при России. В прошлые годы эта серия соревнований проходила под названием Кубка России. На втором этапе Гран-при «Бархатный сезон» в Сочи, показав результат по сумме программ в 204,96 балла, заняла четвёртое место. На третьем этапе Гран-при «Идель» в Казани заняла второе место с результатом в 210,34 балла, уступив Камиле Валиевой и опередив Ксению Синицыну.
23 декабря 2022 на чемпионате России во время короткой программы показала программу без явных ошибок, и заняла промежуточное 7-е место, которое не изменилось после показа произвольной программы.
В сезоне 2023/24 приняла участие в двух этапах Гран-при России, где занимала 1-е и 2-е места.
На чемпионате России 2024, прошедшем в Челябинске, Вероника заняла 5 место.
В финале Кубка России, прошедшем в Магнитогорске, Яметова заняла 6-е место.

## Оценка катания
Спортивный журналист Елена Вайцеховская отмечала, что Яметова — «не конвейерный товар», «прекрасно обучена» и «безумно самобытна в своём катании». По оценке Вайцеховской, «при восприятии катания Яметовой от борта, реально срывает крышу, у судей в том числе». После завоевания Яметовой серебра на одном из этапов Гран-при России в 2022 году, корреспондент «РИА Новости Спорт» Андрей Симоненко высказал мнение, что фигуристка уже в достаточном стиле освоила энергичный, спортивный стиль катания.

## Спортивные достижения
| Соревнования                    | 19/20                       | 20/21                       | 21/22                       | 22/23                       | 23/24                       | 24/25                       |
| Национальные индивидуальные     | Национальные индивидуальные | Национальные индивидуальные | Национальные индивидуальные | Национальные индивидуальные | Национальные индивидуальные | Национальные индивидуальные |
| ------------------------------- | --------------------------- | --------------------------- | --------------------------- | --------------------------- | --------------------------- | --------------------------- |
| Чемпионат России                |                             |                             | 9                           | 7                           | 5                           | 7                           |
| Финал Кубка России              |                             |                             | 1                           | 8                           | 6                           |                             |
| Кубок России. I этап            |                             |                             | 2                           |                             |                             |                             |
| Кубок России. III этап          |                             |                             | 3                           |                             |                             |                             |
| Гран-при России. II этап        |                             |                             |                             | 4                           |                             |                             |
| Гран-при России. III этап       |                             |                             |                             | 1                           | 2                           |                             |
| Гран-при России. VI этап        |                             |                             |                             |                             | 1                           |                             |
| Национальные командные          |                             |                             |                             |                             |                             |                             |
| Кубок Первого канала            |                             |                             |                             | 1                           | 1                           |                             |
| Национальные среди юниоров      |                             |                             |                             |                             |                             |                             |
| Первенство России (ст.вз.)      |                             | 13                          | 2                           |                             |                             |                             |
| Зональное первенство (УФО, ПФО) |                             | 1                           | 1                           |                             |                             |                             |
| Первенство Свердловской области |                             | 1                           | 1                           | 1                           |                             |                             |
| Кубок России. I этап            |                             | 9                           |                             |                             |                             |                             |
| Кубок России. V этап            |                             | 10                          |                             |                             |                             |                             |
| Кубок России. III этап          | 13                          |                             |                             |                             |                             |                             |
| Кубок России. IV этап           | 7                           |                             |                             |                             |                             |                             |